# El Naranjo (Morropón)
El Naranjo es un caserío peruano ubicado en el distrito de Chalaco, perteneciente a la provincia de Morropón del departamento de Piura, al norte del Perú. 

## Ubicación
El Naranjo se ubica al noreste de la provincia de Morropón, en el distrito de Chalaco, en el departamento de Piura.

## Demografía
En 2017 El Naranjo tenía una población de 160 habitantes.
| Gráfica de evolución demográfica de El Naranjo entre 1993 y 2017 |
|                                                                  |
| Fuentes: Población 1993 y 2017                                   |